# Фримонт (Небраска)
Фримонт (енгл. Fremont) град је у америчкој савезној држави Небраска.

## Демографија
По попису из 2010. године број становника је 26.397, што је 1.223 (4,9%) становника више него 2000. године.
| Група             | 2000.          | 2010.          |
| Белци             | 23.570 (93,6%) | 22.524 (85,3%) |
| Афроамериканци    | 144 (0,6%)     | 172 (0,7%)     |
| Азијати           | 154 (0,6%)     | 163 (0,6%)     |
| Хиспаноамериканци | 1.085 (4,3%)   | 3.149 (11,9%)  |
| Укупно            | 25.174         | 26.397         |